# Edibe Gölgeli
Edibe Gölgeli (geboren am 14. Juni 1978 in Basel) ist eine Schweizer Politikerin (SP). Sie ist Grossrätin des Kantons Basel-Stadt.

## Leben
Edibe Gölgelis Eltern sind Kurden aus dem Osten der Türkei. Sie kamen zu Beginn der 1970er-Jahre in die Schweiz. Ihr Vater arbeitete in Basel als Transporteur für das Felix-Platter-Spital, ihre Mutter in einer Wäscherei. Der Vater erkrankte an Demenz, als Gölgeli elf Jahre alt war. Sie musste deshalb wie ihre vier Geschwister und ihre zwei Halbgeschwister aus früherer Ehe des Vaters früh Verantwortung übernehmen.
Gölgeli begann ihre politische Laufbahn in der CVP. Sie wechselte 2011 zur SP, als in Basel eine Debatte über das Ausländerstimmrecht stattfand und sie sich mit ihren integrationspolitischen Positionen von der CVP nicht vertreten fühlte.
Von 2011 bis 2015 war sie für die SP Basel-Stadt Bürgergemeinderätin und Mitglied der Einbürgerungskommission. Seit Februar 2015 ist sie Mitglied des Grossen Rats des Kantons Basel-Stadt. Sie rückte für den zurückgetretenen Attila Toptas nach.
Gölgeli ist ehemalige Präsidentin der Schweizerisch-Kurdischen Gemeinschaft (SKG). Sie engagiert sich ehrenamtlich als Vorstandsmitglied der Vereine «Help for Families» und Kinderbetreuung «Stromboli». Zudem präsidiert sie den Verein «Allianz für das Einwohner*innenstimmrecht».
Gölgeli ist Betriebsökonomin und arbeitet bei den IWB.